# Nuoto in acque libere ai campionati mondiali di nuoto 2015 - 5 km maschili
La gara dei 5 km in acque libere maschile si è svolta il 25 luglio 2015 e vi hanno partecipato 52 atleti.

## Medaglie
| Posizione | Atleta        | Nazionalità |
| --------- | ------------- | ----------- |
| Oro       | Chad Ho       | Sudafrica   |
| Argento   | Rob Muffels   | Germania    |
| Bronzo    | Matteo Furlan | Italia      |

## Risultati
| Posizione | Atleta               | Nazionalità         | Tempo     |
| --------- | -------------------- | ------------------- | --------- |
|           | Chad Ho              | Sudafrica           | 55:17.6   |
|           | Rob Muffels          | Germania            | 55:17.6   |
|           | Matteo Furlan        | Italia              | 55:20.0   |
| 4         | Evgeny Drattsev      | Russia              | 55:20.4   |
| 5         | Florian Wellbrock    | Germania            | 55:20.6   |
| 6         | David Heron          | Stati Uniti         | 55:20.7   |
| 7         | Celeb Hughes         | Gran Bretagna       | 55:21.9   |
| 8         | Mario Sanzullo       | Italia              | 55:22.7   |
| 9         | Victor Colonese      | Brasile             | 55:24.4   |
| 10        | Antonio Arroyo       | Spagna              | 55:24.6   |
| 11        | Alex Meyer           | Stati Uniti         | 55:25.3   |
| 12        | Sergej Bol'šakov     | Russia              | 55:25.3   |
| 13        | Márk Papp            | Ungheria            | 55:25.3   |
| 14        | Samuel de Bona       | Brasile             | 55:25.9   |
| 15        | Ivan Enderica Ochoa  | Ecuador             | 55:26.3   |
| 16        | Nico Manoussakis     | Sudafrica           | 55:26.5   |
| 17        | David Aubry          | Francia             | 55:28.5   |
| 18        | Ján Kútnik           | Rep. Ceca           | 55:28.8   |
| 19        | Dániel Székelyi      | Ungheria            | 55:28.9   |
| 20        | Jarrod Poort         | Australia           | 55:31.1   |
| 21        | Ihor Snitko          | Ucraina             | 55:31.7   |
| 22        | Axel Reymond         | Francia             | 55:31.8   |
| 23        | Tom Allen            | Gran Bretagna       | 55:32.0   |
| 24        | Ihor Chervynskyi     | Ucraina             | 55:32.2   |
| 25        | Santiago Enderica    | Ecuador             | 55:32.3   |
| 26        | Yuval Safra          | Israele             | 55:33.2   |
| 27        | Adonios Fokaidis     | Grecia              | 55:33.6   |
| 28        | Vasco Gaspar         | Portogallo          | 55:36.4   |
| 29        | Vít Ingeduld         | Rep. Ceca           | 55:38.5   |
| 30        | Tamás Farkas         | Serbia              | 55:38.6   |
| 31        | Gustavo Gutiérrez    | Perù                | 55:46.6   |
| 32        | Sam Sheppard         | Australia           | 55:53.6   |
| 33        | Wilder Carreño       | Venezuela           | 56:04.3   |
| 34        | Shai Toledano        | Israele             | 56:06.0   |
| 35        | Yang Jintong         | Cina                | 56:07.6   |
| 36        | Fernando Betanzos    | Messico             | 58:25.7   |
| 37        | Lang Yuanpeng        | Cina                | 59:42.8   |
| 38        | Kenessary Kenenbayev | Kazakistan          | 59:47.0   |
| 39        | Christian Tirado     | Messico             | 59:47.8   |
| 40        | Walter Caballero     | Bolivia             | 59:50.8   |
| 41        | Ávila Emilio         | Guatemala           | 1:00:31.2 |
| 42        | Timur Abzhanov       | Kazakistan          | 1:01:54.2 |
| 43        | Kwan Ho Yin          | Hong Kong           | 1:02:42.7 |
| 44        | Cristofer Lanuza     | Costa Rica          | 1:02:49.1 |
| 45        | Marek Pavúk          | Slovacchia          | 1:02:49.4 |
| 46        | Tse Tsz Fung         | Hong Kong           | 1:03:10.3 |
| 47        | Abdulla Al-Balooshi  | Emirati Arabi Uniti | 1:09:39.3 |
|           | Amgad Elssaflawe     | Sudan               | OTL       |
|           | Ahmed Adam           | Sudan               | OTL       |
|           | Héctor Ruiz          | Spagna              | DNS       |
|           | Ivan Šitić           | Croazia             | DNS       |
|           | Ricky Anggawijaya    | Indonesia           | DNS       |